# 員外郎

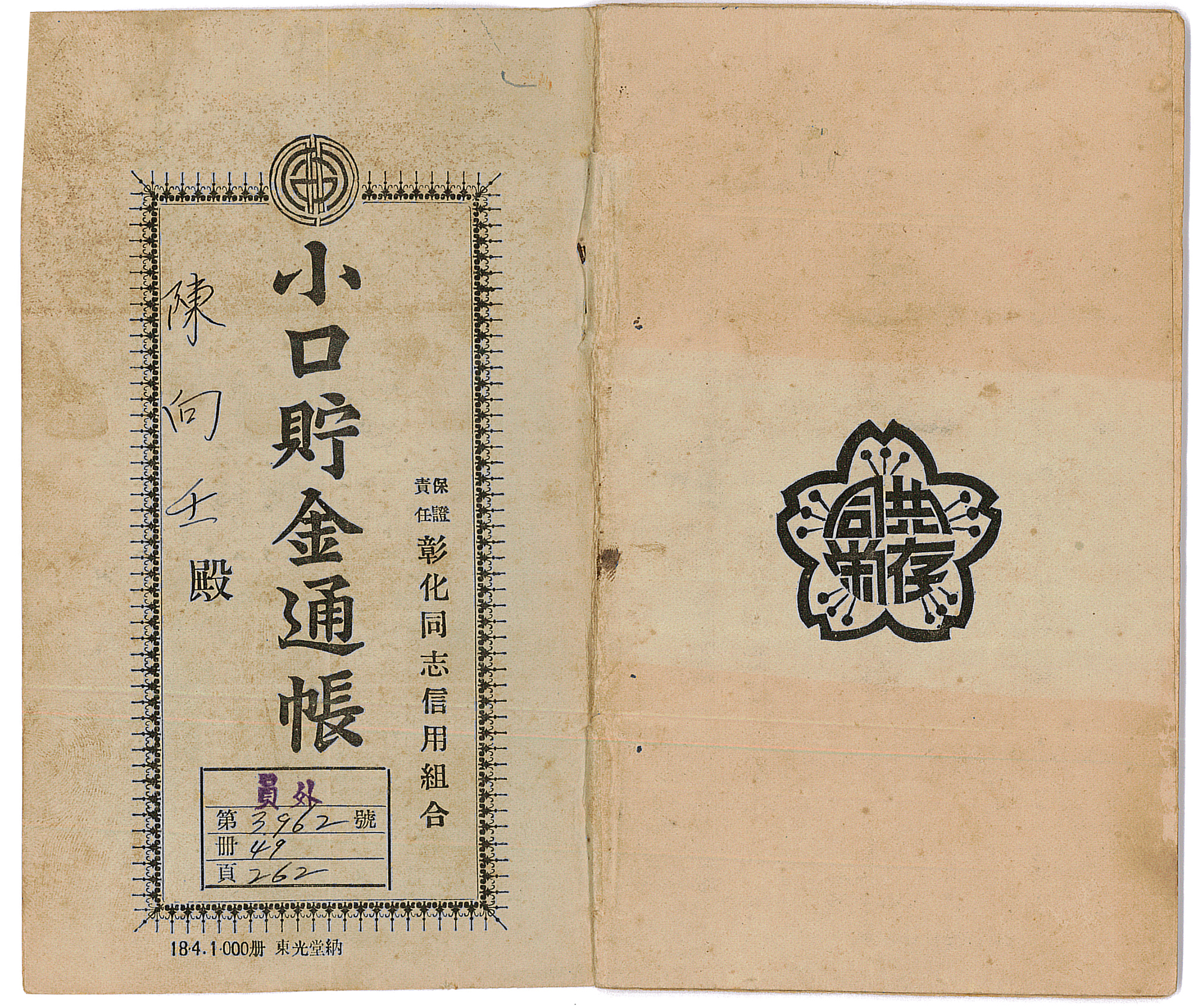
台灣日治時期彰化同志信用組合存摺，當中有標註員外的地主尊稱

員外郎，中國古代官職之一，原指设于正員、定員以外的郎官。後來「員外」一詞逐漸成為富有地主的另一種稱呼。

## 歴史
三國曹魏末年，設員外散騎常侍。晉武帝时，始設員外散騎侍郎。隋唐以後，直至明清，各部均設有員外郎，位次郎中。員外郎簡稱「員外」。隋朝于尚书省二十四司各置员外郎一人，为各司之次官。
唐朝永徽六年（655年），以蔣孝璋為尚藥奉御，員外特置，仍同正員。自是員外官復有同正員者，其加同正員者，唯不給職田耳，其祿俸賜與正官同。單言員外者，則俸祿減正官之半。在貞觀時期之前，吏部考功员外郎是科舉考試的主考官。在開元年間後，因唐玄宗覺得此官職過低，而改由禮部侍郎主持科舉考試，並一直延續下來。

## 語義轉變
在較後來的時代，「員外」逐漸成為富有地主的另一種稱呼，元朝與明朝的話本與小說作品都有以員外稱呼有錢人的內容。
會有這種現象，與捐納盛行不無關係，像是在清朝，此官職配置於朝廷或地方之輔助部門，品等為從五品。該官職一般為閒職，常有商賈、仕紳捐納八千兩獲得此官職，如權璫李蓮英過繼兒子李德福就捐過員外郎在兵部任職。1910年代，清朝滅亡後，該官職廢除。

## 其他國家的狀況
日本亦有員外官（權官），作為律令官制內定員以外的官，律令定員變得有名無實。比如「權大納言」、「權中納言」、「權少納言」、「權近衛大將」等為令外官，不作單純的員外官看待。

## 註解
1. ↑  換句話說，隋朝時的员外郎，其地位相当于副司长，郎中則是正司长
2. ↑  「權璫」指有權勢的太監